# Fredrika av Hessen-Darmstadt
Prinsessan Fredrika Karoline Louise av Hessen-Darmstadt (tyska: Friederike Karoline Luise), född 20 augusti 1752 i Darmstadt, död 22 maj 1782, var en tysk kunglighet, genom äktenskap hertiginna av Mecklenburg-Strelitz.

## Biografi
Fredrika var äldsta dotter till prins Georg Wilhelm av Hessen-Darmstadt och Maria Louise Albertina av Leiningen-Dagsburg-Falkenburg.
Hon ingick äktenskap 1768 med hertig Karl av Mecklenburg-Strelitz. Paret fick tillsammans 10 barn, varav 6 överlevde barndomen. Efter Fredrikas död 1782 gifte sig Karl om med hennes yngre syster Charlotte.

### Barn
1. Charlotte Georgina (1769–1818); gift 1785 med hertig Fredrik av Sachsen-Altenburg (1763–1834)
2. Karoline Augusta (1771–1773)
3. Georg Karl Fredrik (1772–1773)
4. Therese (1773–1839); gift 1789 med furst Karl Alexander av Thurn und Taxis (1770–1827)
5. Fredrik Georg Karl (1774–1774)
6. Louise (1776–1810); gift 1793 med kung Fredrik Vilhelm III av Preussen (1770–1840)
7. Fredrika (1778–1841); gift 1:o 1793 med prins Ludvig av Preussen (1773–1796); gift 2:o 1798 med prins Fredrik av Solms-Braunfels (1770–1814); gift 3:o 1815 med kung Ernst August I av Hannover (1771–1851)
8. Storhertig Georg av Mecklenburg-Strelitz (1779–1860); gift 1817 med Marie av Hessen-Kassel (1796–1880)
9. Fredrik Karl (1781–1783)
10. Augusta Albertina (1782–1782)

## Eftermäle
Fredrika är anmoder på raka mödernet till fyra samtida regerande europeiska monarker: Willem-Alexander av Nederländerna (via Charlotte Georgina), Harald V av Norge (via Louise), Henri av Luxemburg (via Louise)  samt Frederik X av Danmark (via Fredrika).